# Vườn phong cảnh kiểu Anh

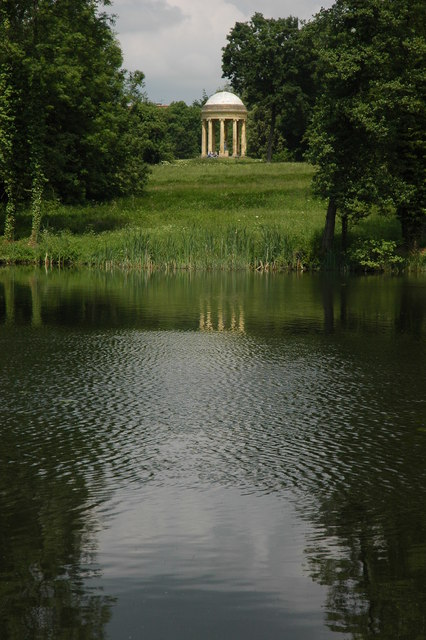
Rotunda tại Vườn Stowe (1730-38)

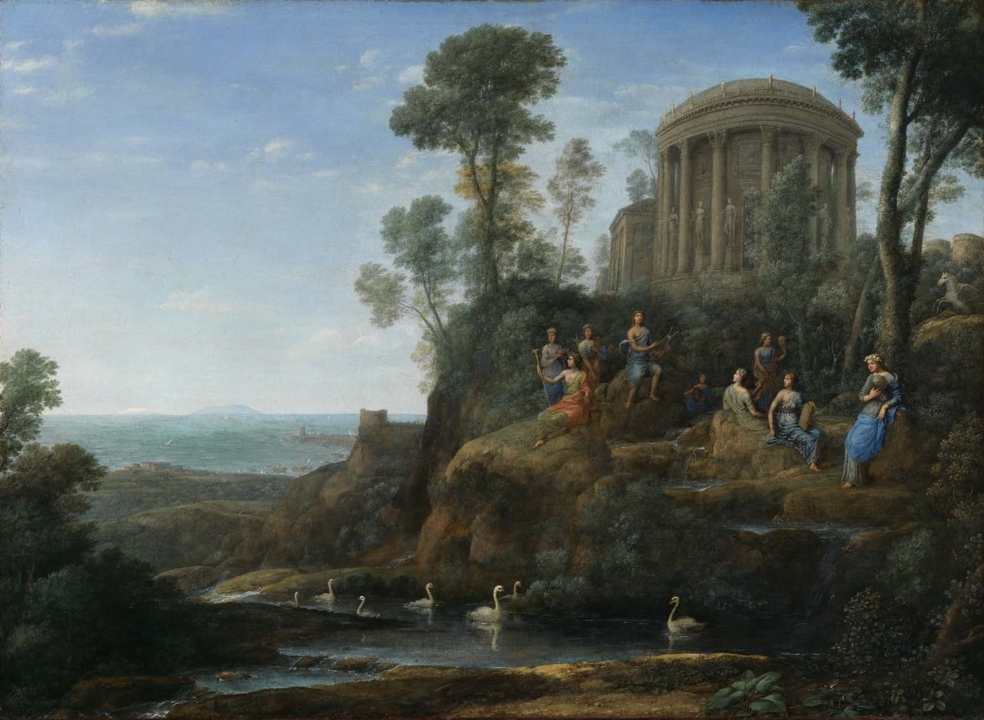
Những bức tranh của Claude Lorrain đã truyền cảm hứng cho Stourhead và các khu vườn phong cảnh khác của Anh.

Vườn phong cảnh kiểu Anh, hay còn gọi là Công viên cảnh quan kiểu Anh hoặc đơn giản là Vườn Anh Quốc (tiếng Pháp: Jardin à l'anglaise, tiếng Ý: Giardino all'inglese, tiếng Đức: Englischer Landschaftsgarten, tiếng Bồ Đào Nha: Jardim inglês, tiếng Tây Ban Nha: Jardín inglés), là khái niệm để chỉ những khu vườn phong cảnh theo phong cách nghệ thuật xuất hiện ở Vương quốc Anh đầu thế kỷ 18, và lan rộng ra khắp châu Âu, thay thế trang trọng hơn, cân đối hơn jardin à la française của thế kỷ 17 như là kiểu vườn chính ở châu Âu. Khu vườn kiểu Anh trình bày một cái nhìn lý tưởng hóa của thiên nhiên. Nó lấy cảm hứng từ những bức tranh phong cảnh của Claude Lorraine và Nicolas Muffsin, và từ những khu vườn cổ điển của Trung Quốc ở phương Đông, sau khi nó được miêu tả bởi những nhà du hành từ châu Âu và được hiện thực hóa trong những khu vườn mang phong cách kết hợp Anh - Trung. Khu vườn kiểu Anh thường bao gồm một hồ nước, những bãi cỏ lăn nhẹ nhàng đặt trên những lùm cây và tái tạo những ngôi đền cổ điển, tàn tích kiến trúc Gothic, những cây cầu và kiến trúc đẹp như tranh vẽ khác, được thiết kế để tái tạo một phong cảnh mục vụ bình dị. Công việc của Lancelot "Capabilities" Brown có ảnh hưởng đặc biệt. Vào cuối thế kỷ 18, khu vườn kiểu Anh đã bị bắt chước bởi khu vườn phong cảnh Pháp, và xa như St. Petersburg, Nga, ở Pavlovsk, khu vườn của Hoàng đế Paul sau này. Nó cũng có ảnh hưởng lớn đến hình thức của các công viên và khu vườn công cộng xuất hiện trên khắp thế giới trong thế kỷ 19. Khu vườn phong cảnh Anh thường tập trung ở các vùng nông thôn nước Anh.

## Lịch sử

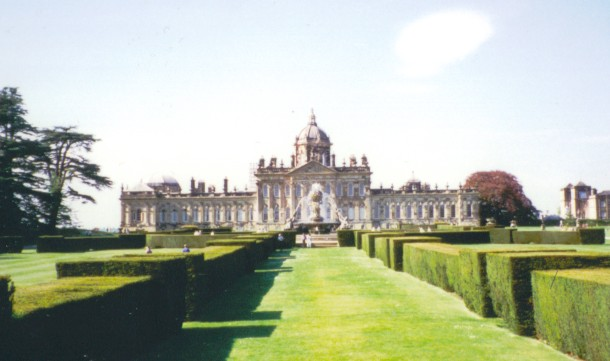
Castle Howard (1699–1712), tiền thân của vườn Anh Quốc được mô phỏng theo vườn Versailles

Tiền thân của khu vườn cảnh ở Anh là những công viên tuyệt vời được tạo ra bởi Sir John Vanbrugh (1664 - 1726) và Nicholas Hawksmoor tại Castle Howard (1699–1712), Blenheim Palace (1705–1722), và Vườn cảnh Claremont tại Nhà Claremont (1715-1727). Những công viên này có những bãi cỏ, rừng cây và các mảnh kiến trúc rộng lớn, như lăng mộ cổ điển được thiết kế bởi Hawksmoor tại Castle Howard. Ở trung tâm của bố cục là ngôi nhà, phía sau là những khu vườn trang trọng và đối xứng theo phong cách của khu vườn à la française, với những tấm thảm trang trí hoa văn và tường rào, trang trí bằng tượng và đài phun nước. Những khu vườn này, được mô phỏng theo khu vườn Versailles, được thiết kế để gây ấn tượng với du khách về kích thước và sự hùng vĩ của chúng.

## Thư viện ảnh

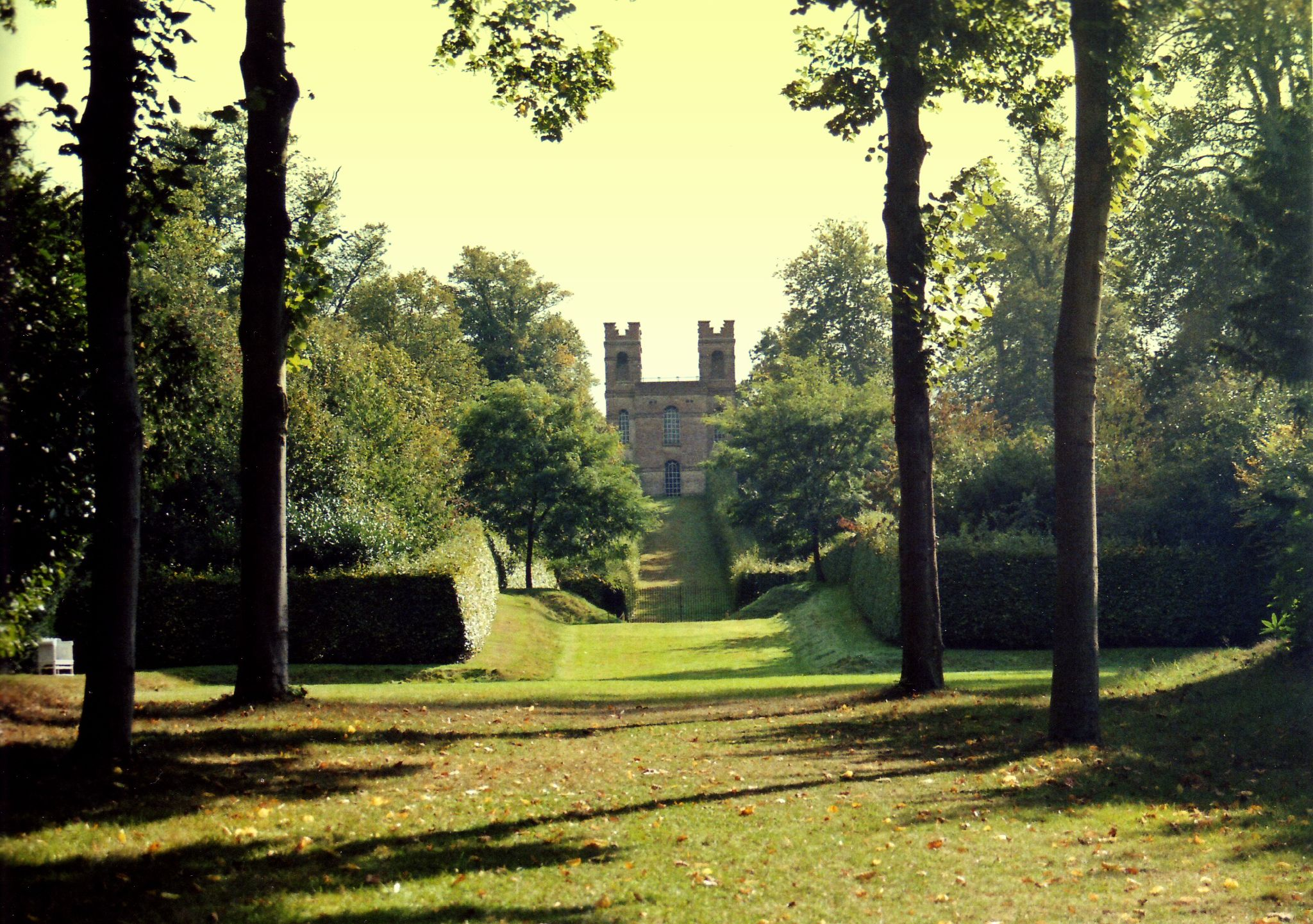
Claremont Belvedere
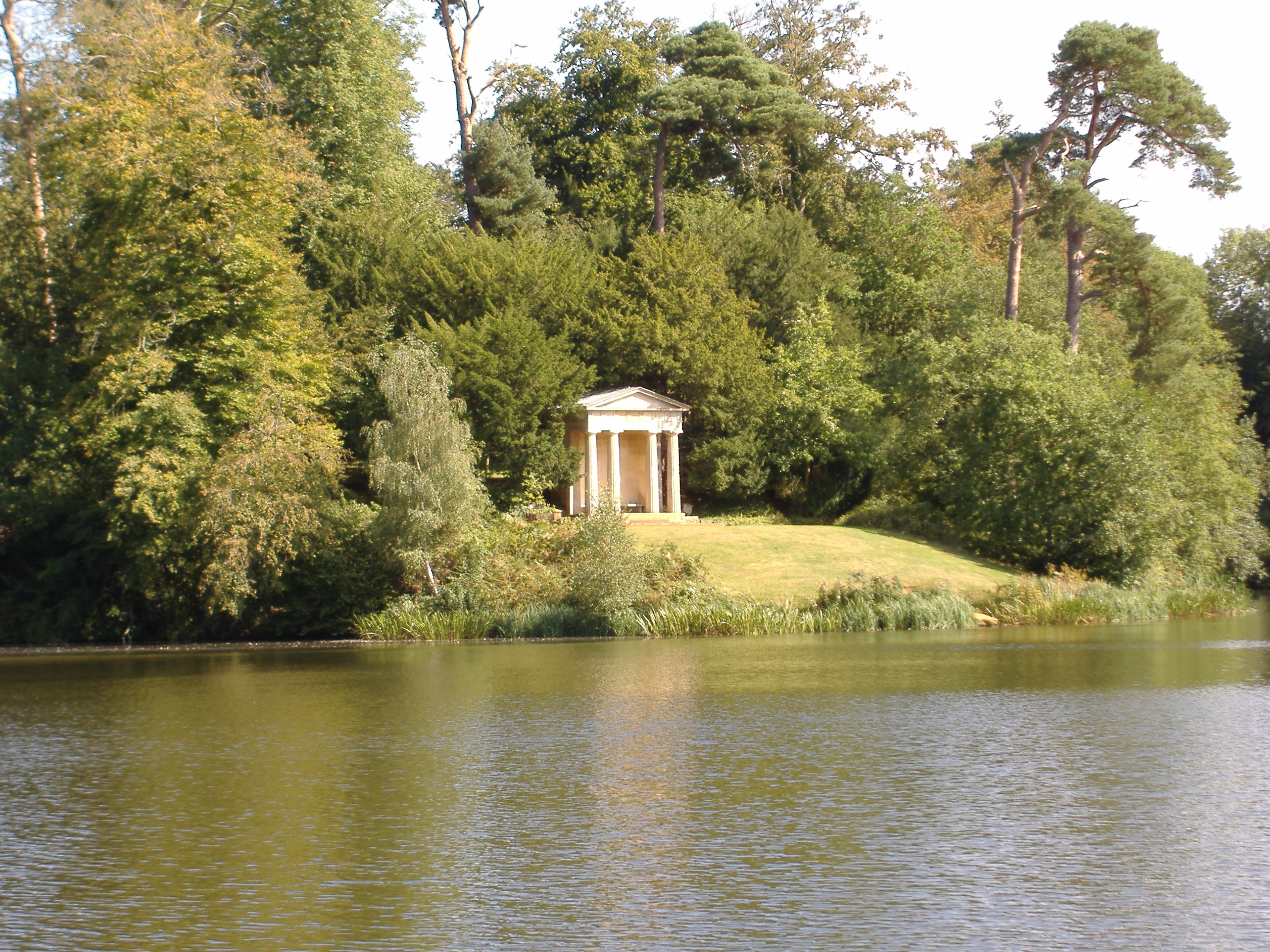
Bowood House, bởi Capability Brown
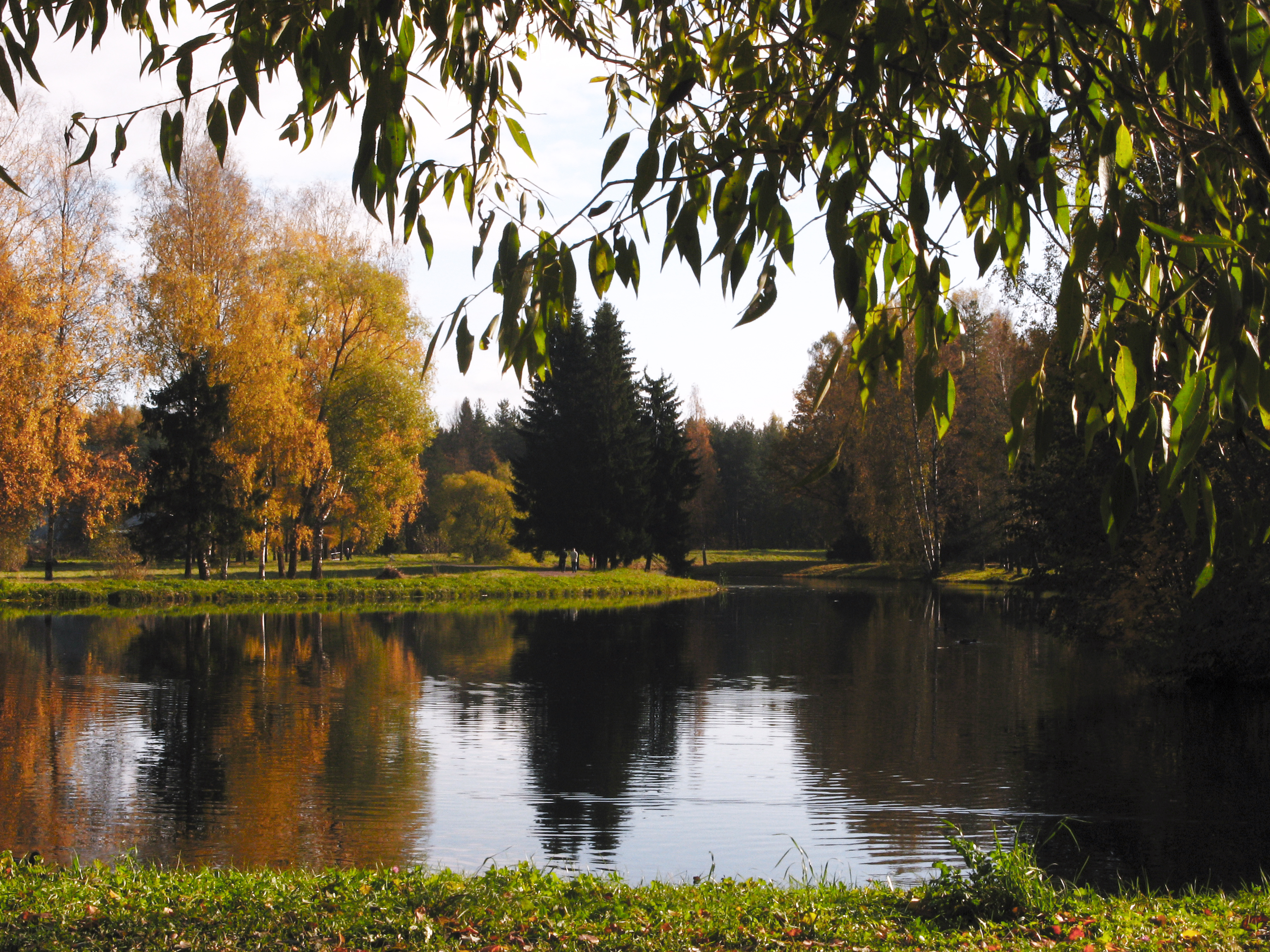
Vườn Cung điện Pavlovsk gần St. Petersburg
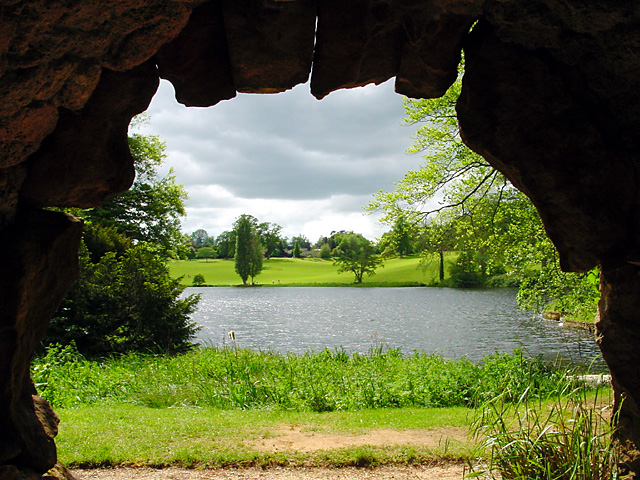
Grotto tại Bowood House, bởi Capabilities Brown
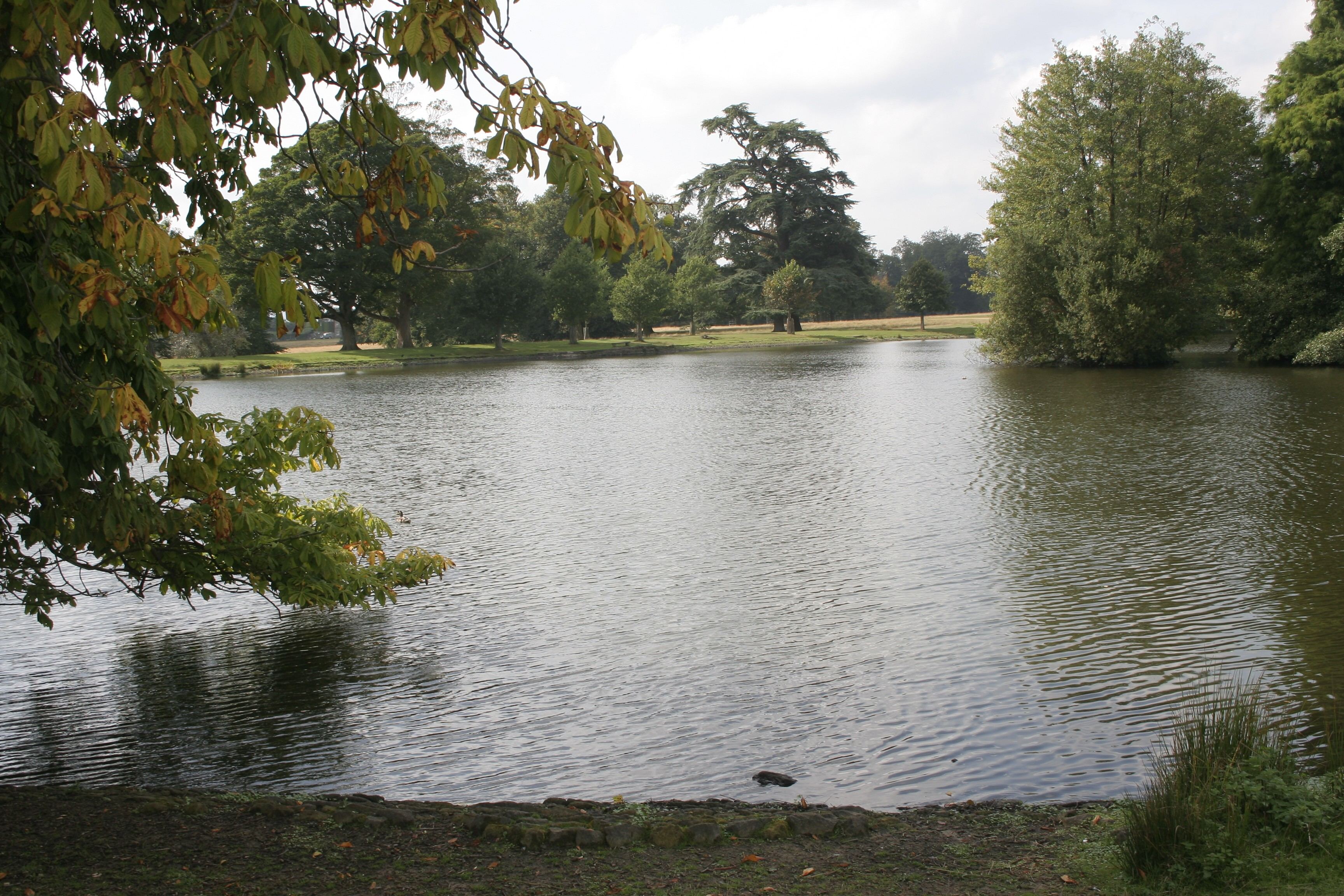
Vườn nhà Petworth, bởi Capabilities Brown
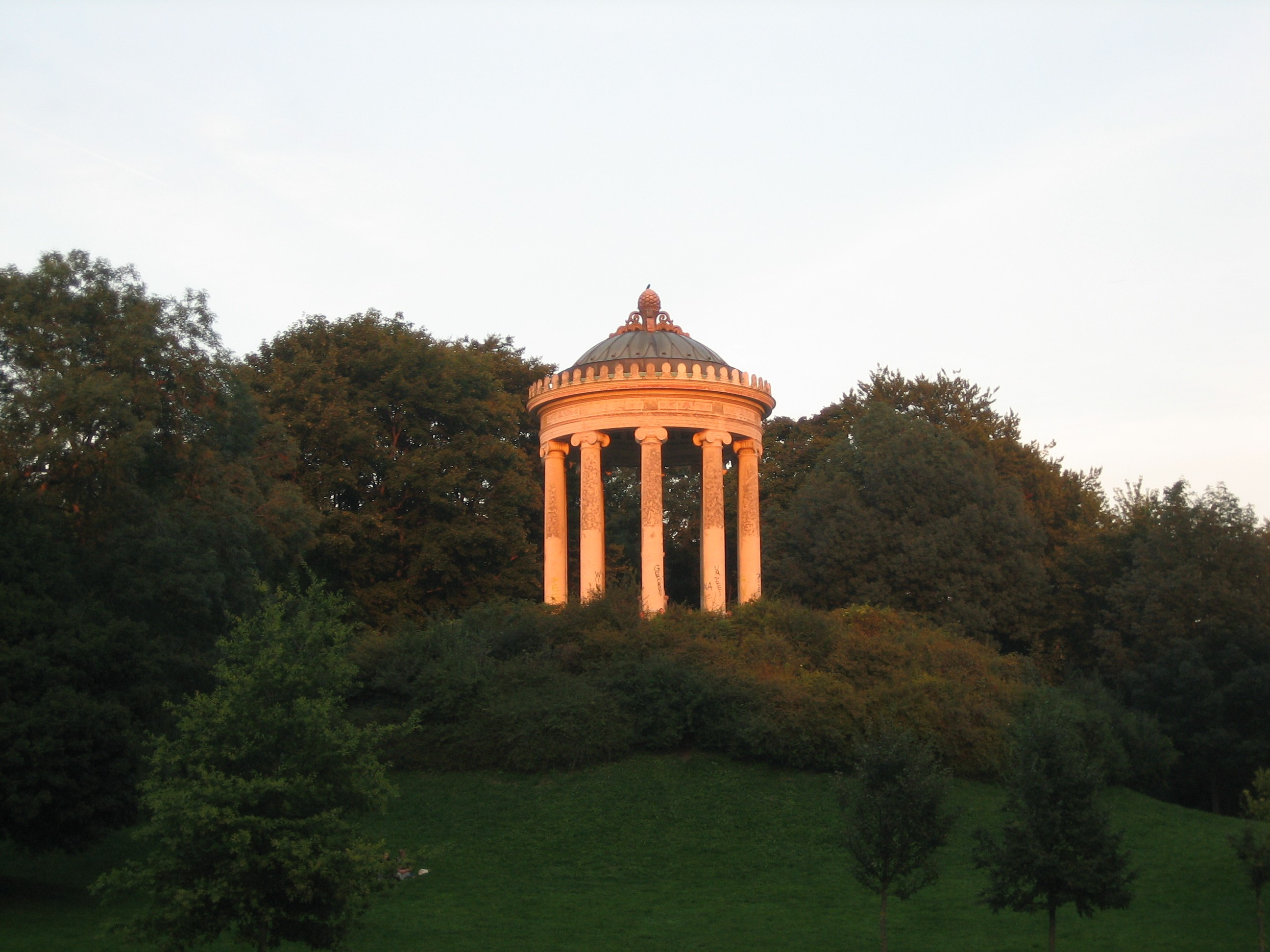
Monopteros trong Englischer Garten ở Munich
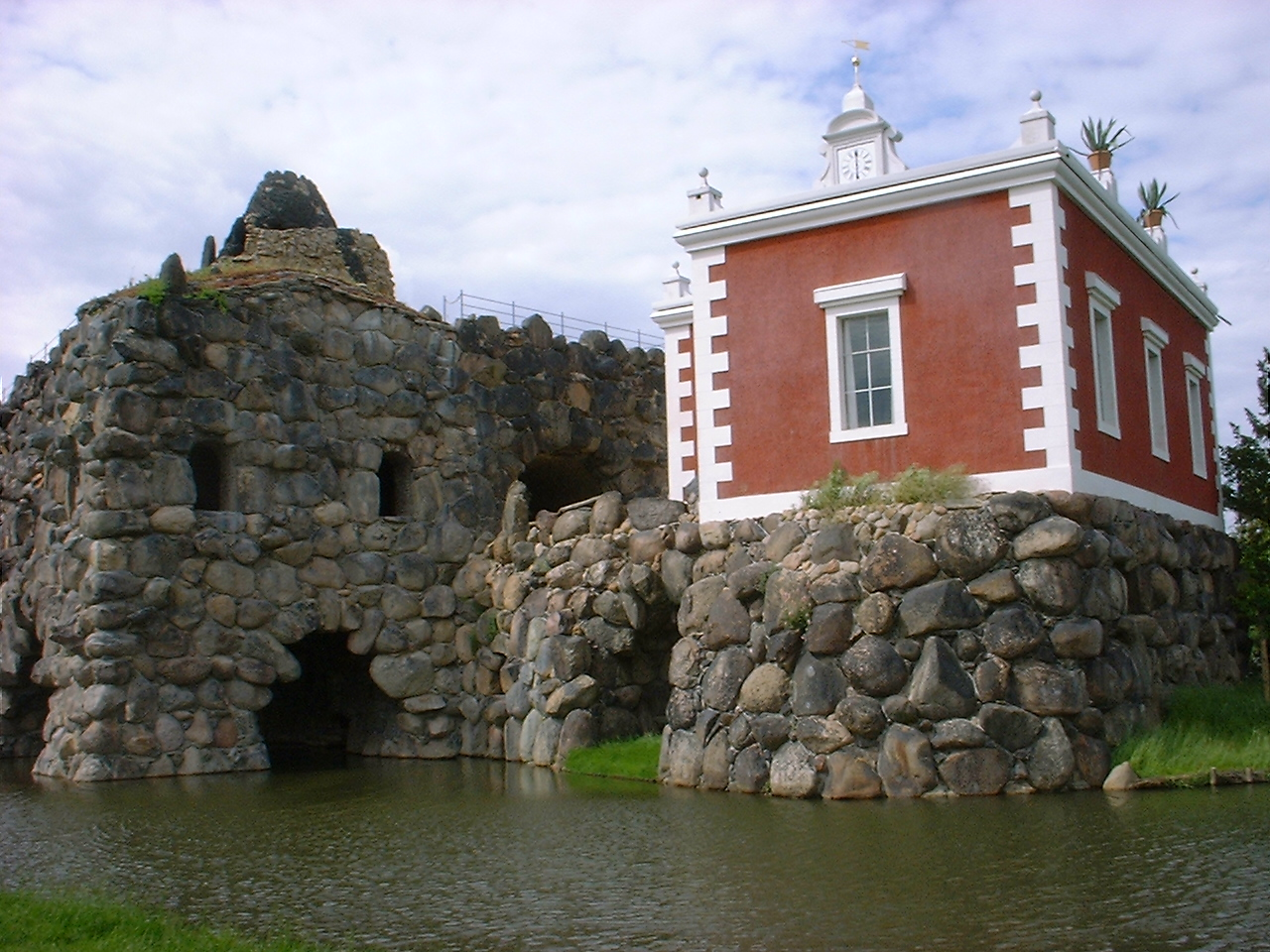
Tàn tích và một hang động ở Dessau-Wörlitz
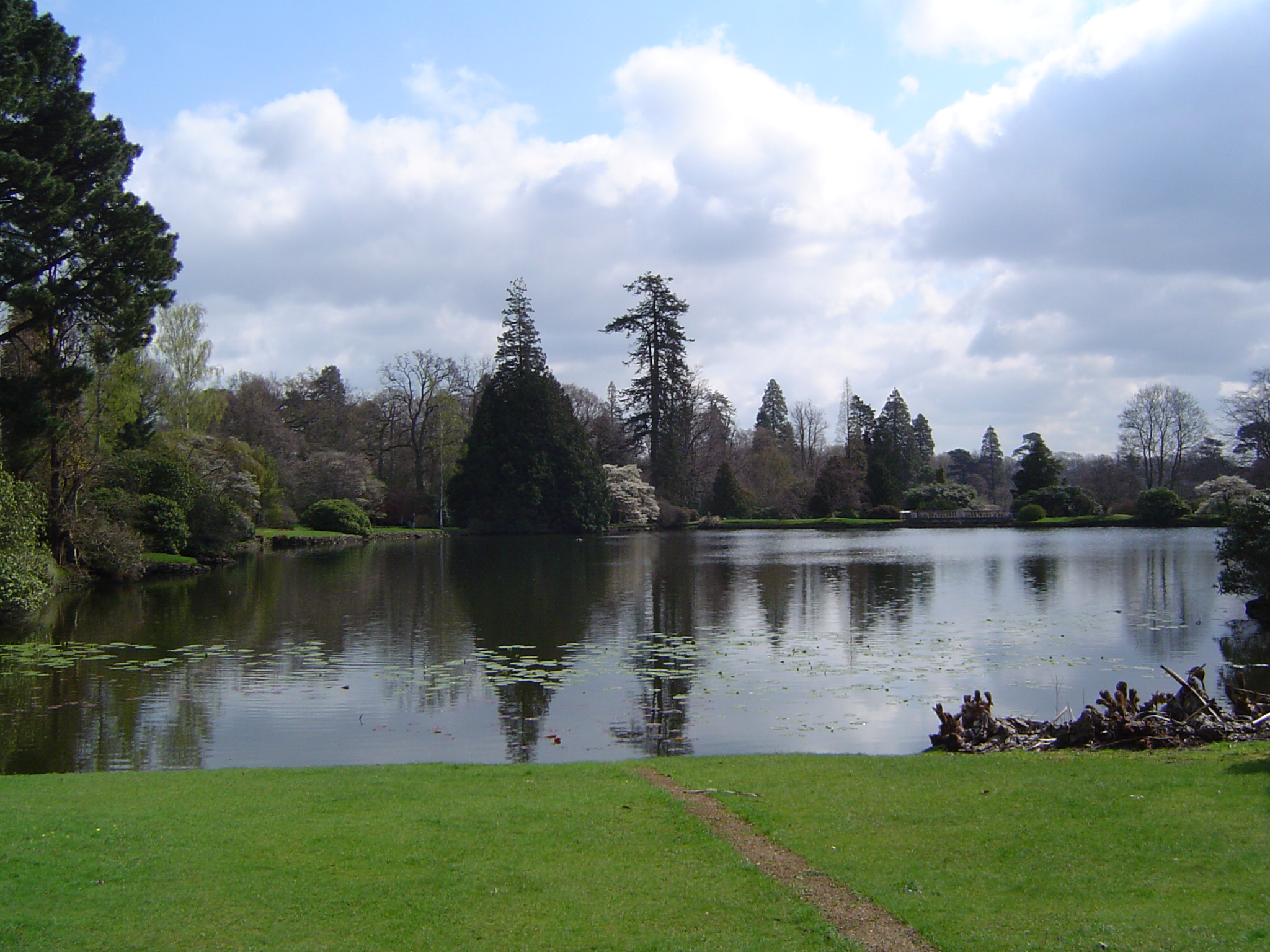
Cái hồ trong vườn công viên Sheffield
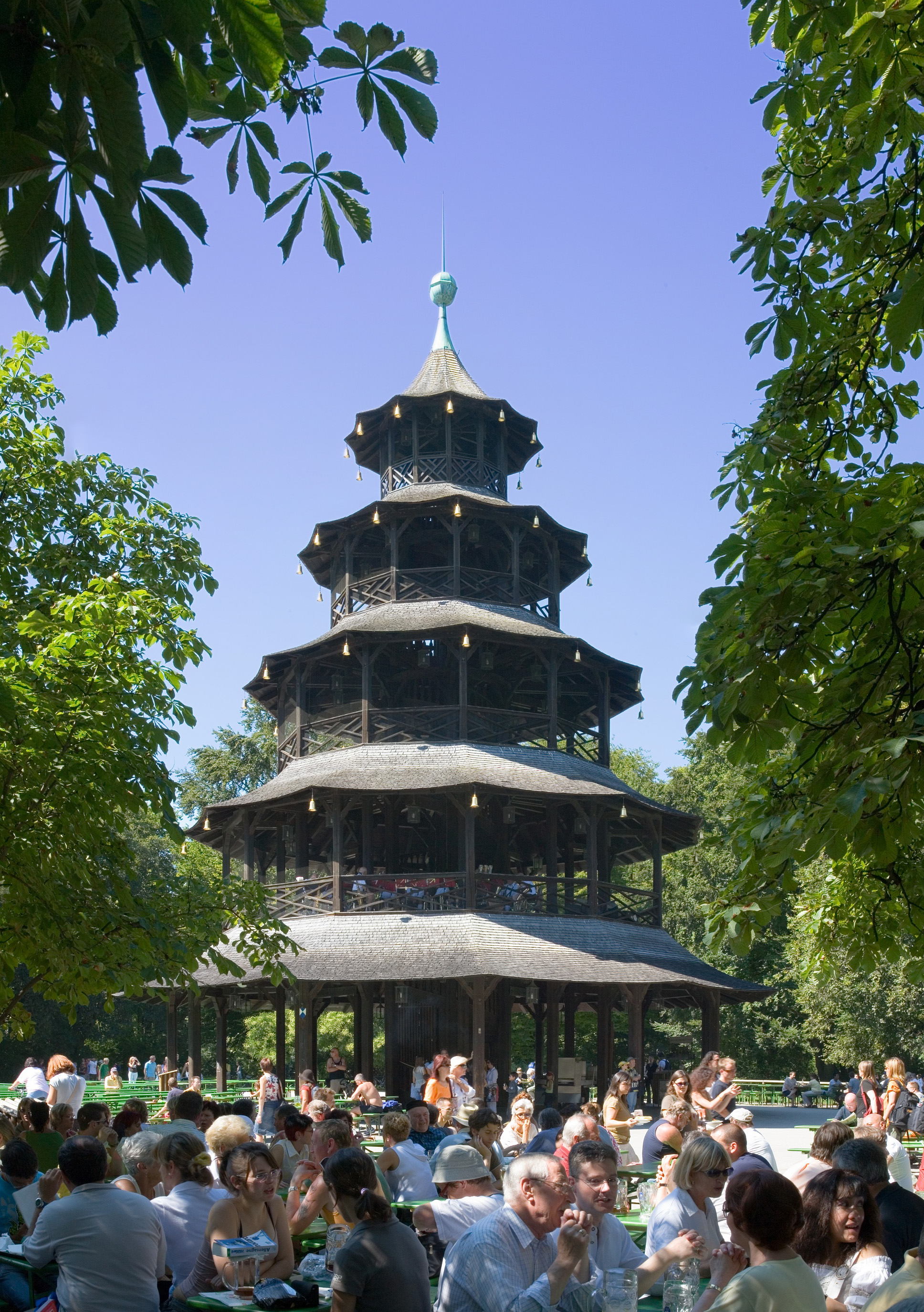
Tháp Trung Quốc ở Englischer Garten, Munich
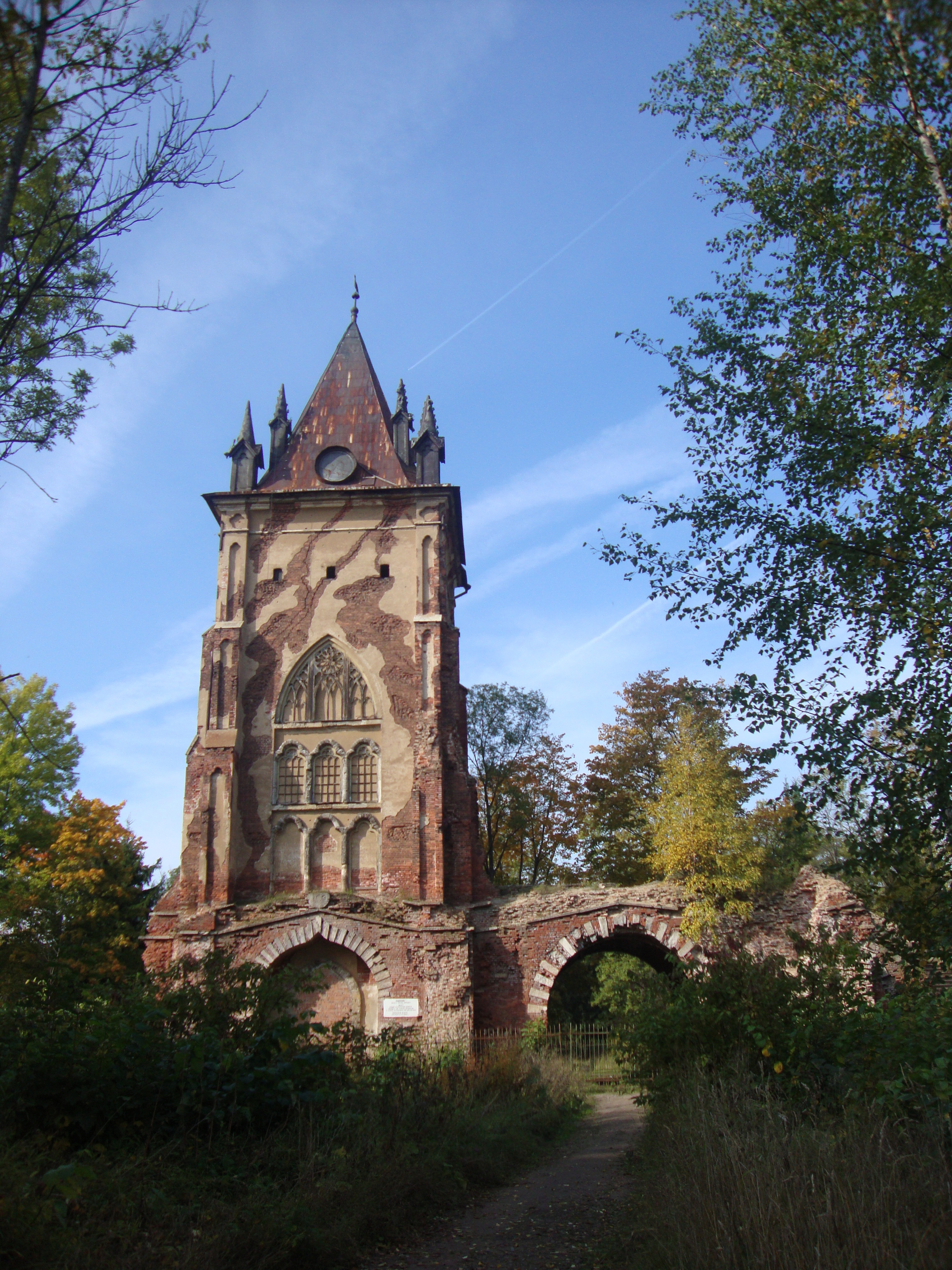
Chapelle ở Tsarskoe Selo, Nga